# Charley Patton
Pour les articles homonymes, voir Patton.
Charlie Patton, mieux connu sous le nom de Charley Patton (né à Bolton dans le Mississippi en 1891 et mort à Indianola également dans le Mississippi le 28 avril 1934) est un guitariste et chanteur de Delta blues américain. Patton est aujourd’hui considéré comme le « père du delta blues » et est une des figures les mieux connues de la musique populaire américaine.
Des études récentes s'intéressent aux origines choctaw de Charley Patton et à l'influence des musiques amérindiennes sur sa propre musique,.

## Biographie

### Enfance
Élevé parmi ses onze frères et sœurs, Charley Patton vit l'essentiel de sa jeunesse à Hinds County (Mississippi) avec ses parents, Bill et Annie Patton. En 1900, alors qu'il a neuf ans, la famille de Charley Patton déménage dans la plantation Will Dockery, dans le delta du Mississippi. C’est là que Patton développe son amour pour la musique. En 1905, à l’âge de 14 ans, Patton commence à prendre des leçons de guitare auprès d’Earl Harris, qui lui apprend la chanson You Take My Woman and Maggie. En peu de temps, il commence à jouer du blues. À Dockery, Patton tombe sous le charme du musicien Henry Sloan (en), qui avait un style peu commun, considéré aujourd’hui comme la première forme de blues. Patton suit Henry Sloan en tournée. En grandissant, Patton décide de quitter le Sud et son racisme, thème récurrent dans ses paroles. Dans ses chansons, Patton évoque souvent les conditions brutales et difficiles dans lesquelles vivaient les Noirs dans le Sud des États-Unis.

### Ses débuts

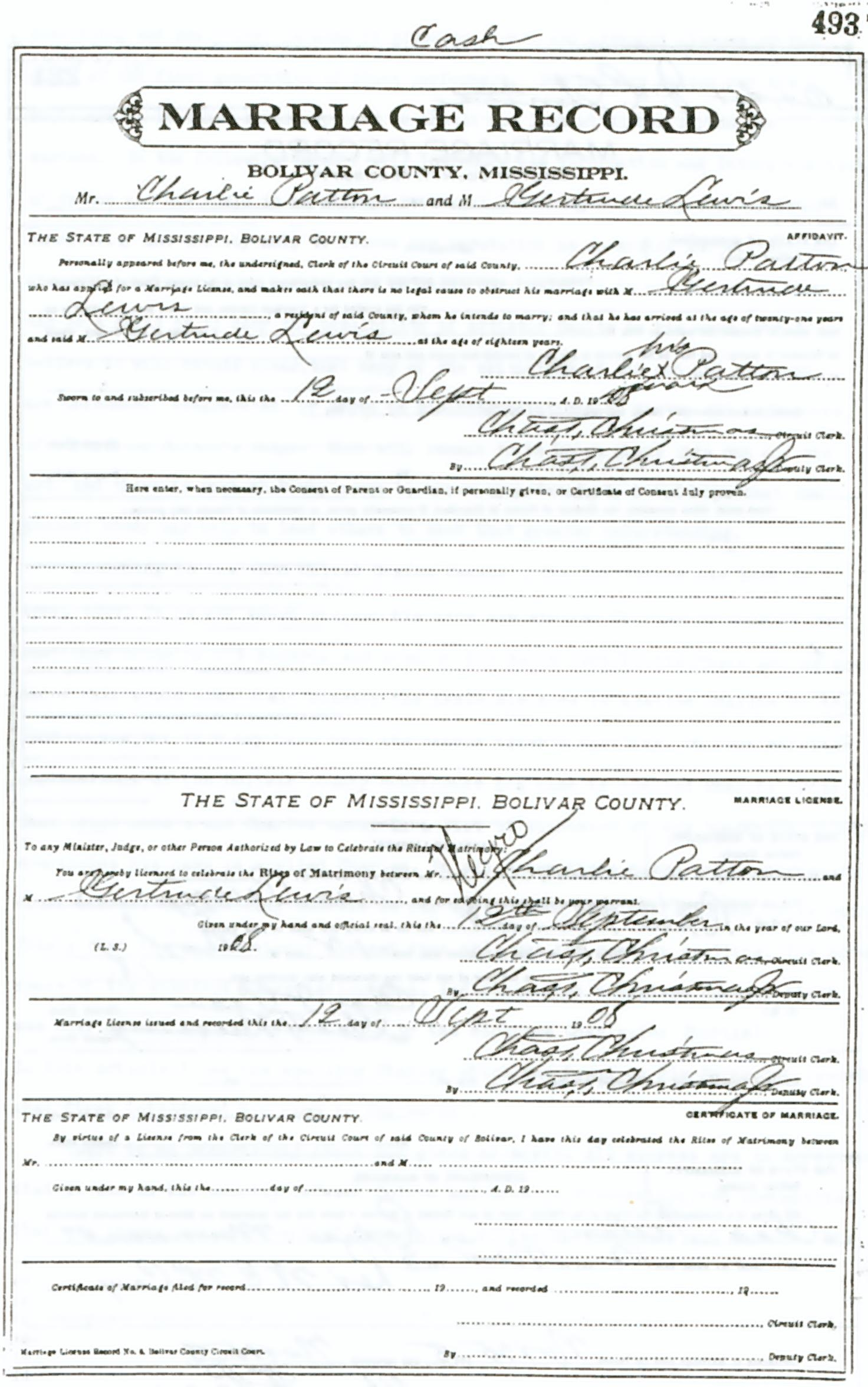
Certificat de mariage de Charley Patton et Gertrude Lewis (1908).

Patton ne cesse de voyager de ville en ville tout au long du Mississippi, gagnant difficilement sa vie. Il traverse la Géorgie, le Texas, le Tennessee, le Missouri et l'Illinois, et commence à devenir populaire. En 1910, Patton est reconnu en tant qu'interprète et compositeur de chansons, ayant déjà à son actif Down the Dirt Road Blues, Banty Rooster Blues et sa chanson fétiche Poney Blues. Il fait la connaissance de Willie Brown, un guitariste qui deviendra plus tard un personnage récurrent dans sa carrière et dans ses enregistrements. Par ailleurs, le jeune guitariste Tommy Johnson apprend à jouer au contact de ces deux musiciens et, peu après, s'étant déplacé du côté de Dockery, Johnson y joua du Delta blues mais également la chanson emblématique de Patton Poney Blues. En 1914, Patton travaille musicalement avec des membres de la famille Chatmon, notamment les piqués et le slide (bottleneck). Il est à noter que Bo, Sam, Lonnie Chatmon et le guitariste Walter Vinson (en) connurent plus tard le succès sous le nom de Mississippi Sheiks. Patton continue à jouer autour du Delta, allant au nord à Memphis, dans l'Arkansas ainsi qu'en Louisiane. En 1928, il travaille dans la plantation Will Dockery, près de Ruleville. C'est là qu'il rencontre le jeune Chester Arthur Burnett, le futur Howlin' Wolf, à qui il enseigne la guitare.

### Sa carrière de bluesman
Patton fait son premier enregistrement en juin 1929 à Richmond (Indiana), avec quatorze chansons sur des 78 tours pour H. C. Speir, un propriétaire de magasins de disques qui est aussi un dénicheur de talents de la maison de disques Paramount pour ce qu’on appelait « race records ». Grâce au succès de sa session initiale, il est invité quatre mois plus tard au nouveau studio de Paramount à Grafton, Wisconsin, où il enregistre vingt-huit chansons supplémentaires. Le finger-picking polyrythmique de Patton, accompagnée par le tapping du corps de la guitare, crée une mélodie complexe de danse que le musicien est capable de jouer pendant plus de trente minutes.
Son House, qui enregistra une session de 1930 avec Patton et Brown se rappela que Patton rigolait avec le public en jouant la guitare derrière son dos ou entre ses genoux. Patton a inclus des symboles régionaux dans ses chansons, des endroits auxquels les acheteurs de disques locaux étaient familiarisés, y compris une chanson inspiré de Moorehead (Mississippi) intitulée Where the Southern Crosses The Do et une chanson inspirée de la ferme Parchman intitulé A Spoonful Blues. Contrairement à d’autres artistes de son temps comme Leadbelly, Patton avait de la difficulté à venir chercher le public blanc. Ses enregistrements étaient donc plutôt dirigés vers les acheteurs du pop rural contemporain afro-américains. La dernière session d’enregistrement de Patton eut lieu à New York en février 1934, deux mois avant sa mort.

### Sa mort
Le 28 avril 1934, Charley Patton meurt d'une crise cardiaque, à la plantation Heathman-Dedham près d’Idianola (Mississippi). Son net penchant pour l'alcool et un tempérament bagarreur ne l'auraient probablement pas aidé à vivre beaucoup plus longtemps. L’homme qui a été marié huit fois durant sa courte vie, est reconnu aujourd’hui comme le premier grand Delta blues man. Sa tombe se situe à Holly Ridge Mississippi, et l’inscription de sa pierre tombale rappelle son rôle primordial dans le développement du Delta blues. 

## Style musical

### Composition
Artiste rugueux, de style comme de caractère, Charley Patton s'affirme comme le fondateur du delta blues en influençant les grandes figures du genre comme Big Joe Williams, Bukka White ou Robert Johnson. Son style varié y compris le blues, le gospel, le ragtime, la country, le folk et les chansons populaires. Il a un don pour le récit personnel et a composé plusieurs ballades décrivant des évènements de l'époque. Sa chanson High Water Everywhere décrit une inondation du Mississippi, et évoque la souffrance éprouvée par les citoyens du Delta. Le pouvoir de sa voix est souvent plus évident dans sa musique plus gospel. La musique de Patton reflète la technique et l’esprit des spirituals de la période de l’esclavage (Mean Cat Blues), la danse country (Revenue Man Blues) les prédécesseurs du blues et l’influence du ragtime (Hang it on the Wall) et la musique populaire (Some These Days I’ll be Gone). La musique de Patton montre les similarités essentielles entre le blues et la musique religieuse afro-américaine.

### Chant
La langueur de sa voix, accompagnée par sa guitare, produisait des contrepoints rythmiques. Il était un interprète et un musicien souple et dynamique.

### Jeu de guitare
Ses techniques de guitare étaient très variées : il utilisait de nombreux accordages, tonalités, le bottleneck et différentes techniques de picking. Les techniques de guitare de Patton nous offrent un regard sur les débuts de la guitare country-blues et aussi en fonction de son répertoire et du son de sa guitare. Son approche à la guitare provient de l’influence populaire du banjo et du piano. En jouant, il n’était jamais pressé et son pouvoir rythmique était accentué par des variations constantes et des accents surprenants. Il faisait souvent des pauses en jouant, créant des moments de tension qui se transformaient avec une emphase complètement différente.

### Jeu de scène
Ses prestations publiques, dynamiques et extravagantes, accentuées par un chant brut et un jeu de guitare percutant contribuèrent à son succès. Charley Patton sur scène ne se contentait pas de jouer des morceaux de musique mais il offrait à son auditoire un spectacle total où il n'hésitait pas à faire le clown, jongler avec sa guitare et interpeler les spectateurs. Ainsi lui arrive-t-il de frapper violemment sa guitare en s'écriant « This is the way I beat my woman » pour faire rire ses spectateurs masculins.

### Héritage
- Sa vie, sa musique et sa mort en ont fait une légende pour plusieurs générations de bluesmen et de rockeurs. Les chansons hypnotiques à trois accords de Patton ont profondément influencé John Lee Hooker de Clarksdale, qui a enregistré sa propre version de la chanson Pea Vine Blues de Patton.
- Bukka White a déjà cité son « désir de devenir un homme aussi célèbre que Charley Patton » et a aussi démontré un penchant similaire pour jouer des chansons de danse pour des périodes prolongées.
- Robert Palmer considère Charley Patton comme un des musiciens américains les plus importants du XXe siècle.
- Bob Dylan a dédié sa chanson High Water (For Charley Patton) à Charley Patton sur son disque Love and Theft, de 2001. Il stipula : « If I made records for my own pleasure, I would only record Charley Patton songs. »
- Le chanteur français Francis Cabrel fait référence à Charley Patton dans sa chanson Cent Ans de plus sur son disque Hors-Saison de 1999. Cabrel cite Patton comme une de ses principales influences blues, avec aussi Son House, Blind Lemon Jefferson, Robert Johnson, Howlin' Wolf, Blind Blake, Willie Dixon et Ma Rainey.
- En 2005, le chorégraphe Ralph Lemon s'inspire de Charley Patton pour la production de la troisième partie de Geography Trilogy, intitulée Come home Charley Patton. Cette pièce documente les injustices et la violence raciale de l’histoire américaine.
- Le groupe de rock indépendant Gomez a enregistré une chanson sur leur album de 2006 How We Operate, intitulée Charley Patton Songs.
- Il y a une photographie de Charley Patton dans le studio d’enregistrement du groupe The White Stripes pour leur album Icky Thump.
- Jule Brown a enregistré un arrangement de Green River Blues de Patton, sur son album Smoke and Mirrors en 2006.
- Mountain Men reprennent en 2017 sur leur dernier album Some of these Days.

## Exemples
|  |  |  |  |
|  |  |  |  |
|  |  |  |  |
|  |  |  |  |
|  |  |  |  |

## Discographie

### Disques 78 tours originaux (dans l'ordre chronologique)
| Titre                                                             | Numéro de catalogue | Date de publication     | Annotation                          |
| ----------------------------------------------------------------- | ------------------- | ----------------------- | ----------------------------------- |
| Paramount                                                         |                     |                         |                                     |
| Pony Blues/Banty Rooster Blues                                    | Paramount 12792     | Juillet 1929            |                                     |
| Prayer Of Death Pt.1/Prayer Of Death Pt. 2                        | Paramount 12799     |                         | Pseudonyme: Elder J. Hadley         |
| Screamin’ And Hollerin’ The Blues/Mississippi Bo Weavil Blues     | Paramount 12805     |                         | Aussi pseudonyme: The Masked Marvel |
| Down The Dirt Road Blues/It Won’t Be Long                         | Paramount 12854     |                         |                                     |
| A Spoonful Blues/Shake It And Break It But Don’t Let It Fall Mama | Paramount 12869     |                         |                                     |
| Pea Vine Blues/Tom Rushen Blues                                   | Paramount 12877     |                         |                                     |
| Lord I’m Discouraged/I’m Going Home                               | Paramount 12883     |                         |                                     |
| High Water Everywhere Pt. 1/High Water Everywhere Pt. 2           | Paramount 12909     | Avril 1930              |                                     |
| Rattlesnake Blues/Running Wild Blues                              | Paramount 12924     |                         |                                     |
| Magnolia Blues/Mean Black Cat Blues                               | Paramount 12943     | Juillet 1930            |                                     |
| Mean Black Moan/Heart Like Railroad Steel                         | Paramount 12953     | août 1930               |                                     |
| Green River Blues/Elder Greene Blues                              | Paramount 12972     | Septembre 1930          |                                     |
| Jesus Is A Dying-Bed Maker/I Shall Not Be Moved                   | Paramount 12986     | Octobre 1930            |                                     |
| Hammer Blues/When Your Way Gets Dark                              | Paramount 12988     | Novembre 1930           |                                     |
| Moon Going Down/Going To Move To Alabama                          | Paramount 13014     | Décembre 1930           |                                     |
| Some Happy Day/You're Gonna Need Somebody When You Die            | Paramount 13031     |                         |                                     |
| Circle Round The Moon/Devil Sent The Rain Blues                   | Paramount 13040     | Fin d'année 1930 / 1931 |                                     |
| Dry Well Blues/Bird Nest Bound                                    | Paramount 13070     | Printemps 1931          |                                     |
| Some Summer Day Pt. 1/Jim Lee Blues Pt. 1                         | Paramount 13080     | Printemps / Été 1931    |                                     |
| Frankie And Albert/Some These Days I’ll Be Gone                   | Paramount 13110     | Début 1932              |                                     |
| Joe Kirby/Jim Lee Blues Pt. 2                                     | Paramount 13133     | Début 1932              |                                     |
| Vocalion                                                          |                     |                         |                                     |
| 34 Blues/Poor Me                                                  | Vocalion 02651      |                         |                                     |
| High Sheriff Blues/Stone Pony Blues                               | Vocalion 02680      | 15 avril 1934           |                                     |
| Love My Stuff/Jersey Bull Blues                                   | Vocalion 02782      | 1er septembre 1934      |                                     |
| Oh Death/Troubled 'Bout My Mother                                 | Vocalion 02904      |                         | Avec Bertha Lee                     |
| Hang It On The Wall/Revenue Wall Blues                            | Vocalion 02931      | 15 avril 1935           |                                     |

### Compilations
- 1929-1934 Spoonful Blues[10] 15 titres, chez Night Records (2018)
- Complete Recordings 1929 - 1934[11] intégrale 97 titres, chez JSP Records (en)[12] (2010)